# The Fifth Race (Stargate SG-1)
The Fifth Race (La quinta raza) es el decimoquinto episodio de la segunda temporada de la serie de televisión de ciencia ficción Stargate SG-1. Corresponde al trigésimo séptimo episodio de toda la serie.

## Trama
El SG-1 visita P3R-272 y se encuentra en un cuarto con una inscripción circular en el centro. O'Neill camina sobre el círculo y un dispositivo emerge repentinamente de la pared. Teal'c ve dentro de él, pero dice que solo se observa mucha oscuridad. O'Neill hace lo mismo, pero entonces el dispositivo le agarra la cabeza por algunos segundos, dejándolo luego inconsciente al soltarlo. 
El SG-1 vuelve al SGC y comprueba que Jack no ha recibido ningún daño físico aparente. Luego, durante la reunión con el general Hammond, O'Neill substituye una palabra común por una desconocida. El general ordena que el coronel permanezca en la base por un tiempo. La condición del habla de O'Neill empeora, sustituyendo palabras por otras extrañas con más frecuencia.
Jack y Teal'c van a la oficina de Daniel a ver si pueden descubrir qué le está sucediendo. Descubren que él está hablando una lengua antigua. Pronto, O'Neill puede leer la escritura Antigua que Daniel ha estado tratando de descifrar y también comienza a hacer ecuaciones complejas en un tablero. La doctora Fraiser hace nuevas pruebas a Jack y descubre que él está utilizando el 90% de su capacidad cerebral, comparada con el 10% de un ser humano normal. Deducen que el dispositivo desconocido era un depósito antiguo donde los Antiguos dejaron sus conocimientos, que fueron luego descargados en el cerebro de O'Neill. Debido a que la información asume, lentamente, el control de su cerebro, él finalmente ya no podrá hablar inglés.
Posteriormente, encuentran a O'Neill escribiendo un nuevo programa de software en el procesador central de la computadora. Hammond entonces ordena a O'Neill parar, pero él contesta que no puede. Teal'c entonces lo saca a la fuerza. Cuando el código de O'Neill se activa, Carter informa a todos que el código que él mecanografió en la computadora, ha agregado nuevas destinaciones de Portales, que no estaban en la lista de Abydos. Entonces el resto del SG-1 es enviado a una de estas nuevas direcciones con la esperanza de encontrar la manera de ayudar a Jack. Mientras esto pasa, O'Neill comienza a construir un aparato, que ni él mismo sabe que hace.
Después de terminarlo, Daniel dice a Jack que el SG-1 está varado en el planeta adonde fueron, ya que el DHD quedó atorado, y que además pueden morir puesto que un segundo sol que ha aparecido, causa temperaturas insoportables. O'Neill entonces escribe instrucciones para arreglar el DHD y se las envía al SG-1. Gracias a esto el equipo vuelve seguro a casa. Más tarde, la computadora comienza a marcar una dirección del portal y no puede ser detenida. Carter informa a Hammond que la puerta necesita más energía de lo usual para activarse. Mientras tanto, Teal'c y Daniel siguen a Jack al cuarto de la energía en donde él engancha el extraño dispositivo que construyó. Carter en ese momento dice que la puerta ha conseguido la cantidad de energía necesaria para activarse, y el Octavo Chevrón es codificado. Calculan que el agujero se ha conectado con un portal en otra galaxia. Hammond permite que O'Neill atraviese la puerta. Al llegar al otro lado, el Coronel hace contacto con los Asgard. Ellos extraen el conocimiento Antiguo de su cerebro. Luego le explican que la información no fue diseñada para los humanos, pero que la respuesta de su cerebro a esta, indica que Jack es un humano muy avanzado. Los Asgard le cuentan sobre los Antiguos y cómo, hace milenios, formaron con ellos una "Alianza de Cuatro Grandes Razas" (Los Antiguos, los Asgard, los Nox, y los Furlings), y que ahora, la raza de O'Neill (La Tierra) avanzaba para convertirse en la Quinta Raza. El coronel O'Neill es enviado finalmente de vuelta a su hogar por el Stargate, sin el conocimiento de los Antiguos, pero con mucha fe en la humanidad.

## Artistas invitados
- Teryl Rothery como la doctora Janet Fraiser
- Tobias Mehler como el teniente Graham Simmons.
- Dan Shea como el sargento Siler.